# Chiesa di Santa Maria Vertecoeli
La chiesa di Santa Maria Vertecoeli è un luogo di culto di Napoli; si trova in via Santa Maria Vertecoeli.

## Storia
La chiesa, in origine, era una cappella situata lungo un cardo che collega largo Donnaregina con il Decumano maggiore; essa apparteneva ad una congrega di laici che dedicava il loro tempo alla raccolta delle elemosine e la prima costruzione dell'edificio risale al XVII secolo.
Il nome deriva molto probabilmente dalla famiglia Vertecelli, ma potrebbe anche derivare da vertice coeli.
Nell'arco di un secolo, crebbe la potenza della congrega che decise di affidare il progetto di ricostruzione dell'edificio all'architetto Bartolomeo Granucci, il quale realizzò un edificio più grande del preesistente. Il progettò iniziò nel 1729; nella direzione dei lavori l'architetto fu coadiuvato da Giuseppe Stendardo fino al 1732 e da Martino Buonocore fino al 1738. Il progettista fornì anche i disegni degli stucchi, sia esterni che interni, eseguiti dallo stuccatore vaccariano Giuseppe Scarola e i disegni delle parti in piperno realizzate da Giovanni Saggese. Verso la metà del secolo furono eseguiti lavori di abbellimento sulla volta, costituiti essenzialmente da riquadrature in stucco di scuola vanvitelliana.
La chiesa, di proprietà del comune di Napoli, risulta chiusa da dopo il sisma del 1980, precisamente dal 1981; nel 2017 la facciata, che versava in pessime condizioni, è stata restaurata. L'interno è a tutt'oggi inagibile.

## Descrizione
Chiaramente barocca è la facciata, arretrata dal piano stradale formando un piccolo slargo, ed inoltre è presente una ricca decorazione in stucco che ricorre a simboli mortuari. L'insieme compositivo è caratterizzato dalla tripartizione longitudinale: al centro, nel primo ordine, è presente il portale in piperno finemente decorato, mentre al secondo ordine è presente un grosso finestrone a sesto ribassato. Nelle ali laterali della facciata si aprono due portali simili caratterizzati da un profilo mistilineo; nella chiave di volta campeggia un teschio e tibie incrociate in marmo bianco.
Sul lato destro, in posizione meno arretrata, si trova l'oratorio. La facciata, più composta rispetto al prospetto del luogo di culto, si presenta in posizione sopraelevata; il portale, dalle semplici forme mistilinee ad arco ribassato, è incorniciato da lesene binate di ordine corinzio. Sul portale c'è una nicchia affrescata. Il secondo ordine presenta un finestrone ad arco ribassato incorniciato da paraste che terminano in una trabeazione. 
All'interno erano conservati dei pregevoli altari in marmi policromi: alcuni di questi, infatti, furono rubati negli anni novanta del XX secolo e ritrovati a Parigi e a Roma; successivamente, furono rispediti a Napoli, ove risultano tutt'oggi custoditi nei depositi comunali. È stato rimosso anche il pavimento; l'unico altare presente, quello maggiore, è stato descritto dal Chiarini come un bell'altare di marmi colorati. Su di esso c'era una tela raffigurante la Madonna delle Grazie con le Anime Purganti di Giuseppe De Vivo, oggi in deposito.
L'oratorio, anch'esso devastato, possiede un organo antico completamente distrutto da atti vandalici. È stato trascinato al centro dell'aula, le canne sono state accartocciate e sono stati distrutti i tasti e i meccanismi. Prima delle devastazioni le pareti erano ricoperte con gli stalli lignei in legno di noce, ma essi furono smantellati e rubati. Nell'oratorio, secondo una definizione di Roberto Pane, gli angoli si arrotondano per preparare l'illusione di una copertura a cupola, con nervature e lanternino. Nella Terra santa, che occupa quasi la stessa superficie del fabbricato sovrastante, ci sono tracce di stucchi barocchi.